# シドニー・マレー

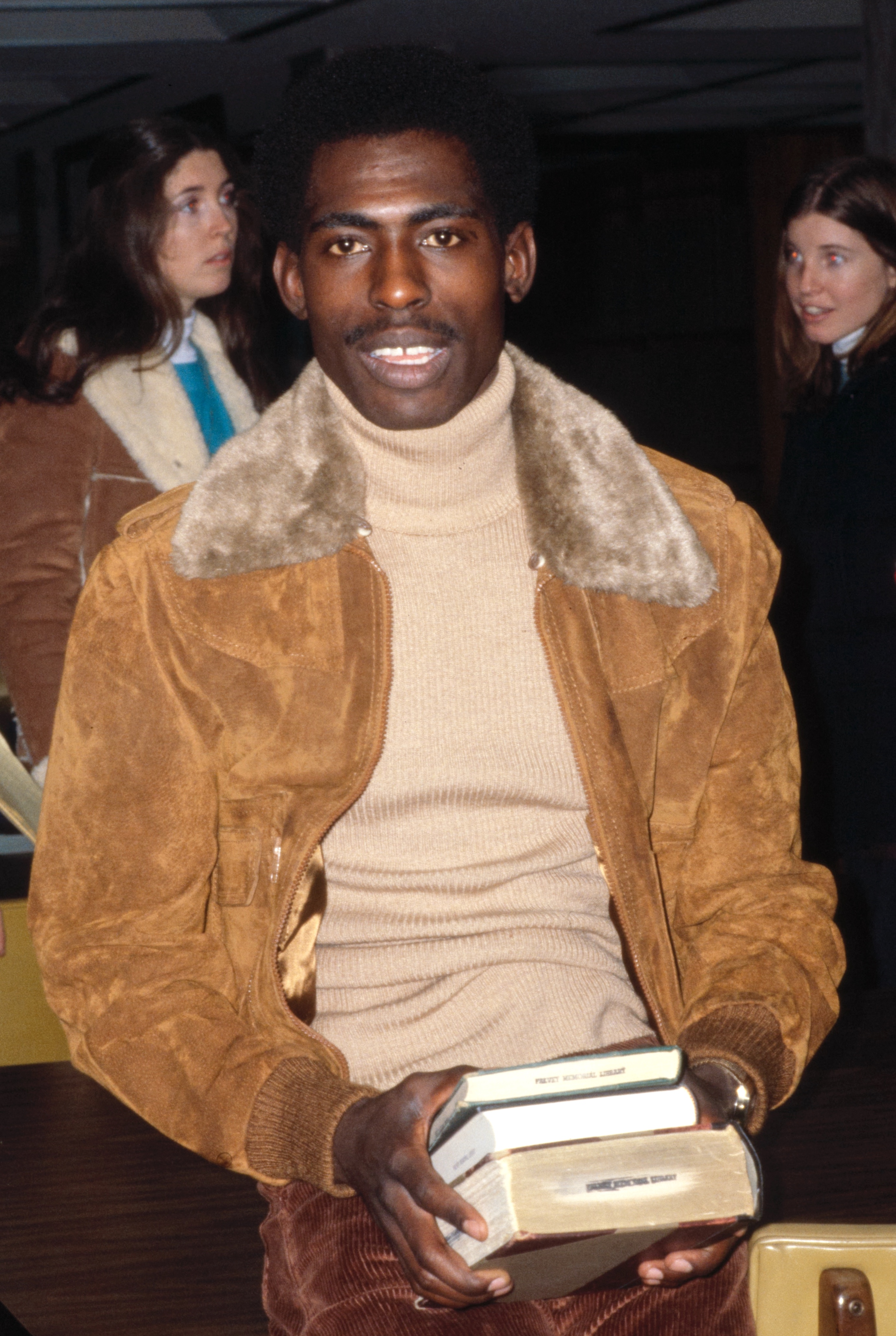
シドニー・マレー（1981年）

シドニー・マレー(Sydney Maree、1956年9月9日 - )は、アメリカ合衆国の元陸上競技選手（中距離）である。ただし、出身は南アフリカ共和国である。
マレーの経歴でもっとも偉大なものは、1983年8月に、1500mでそれまでスティーブ・オベットが持っていた記録を破って3分31秒24の世界新記録を樹立したことであろう。
1985年には、マレーは3分30秒の壁を破る3分29秒77というすばらしい記録を出している。しかし、この記録は、わずか数週間前に、イギリスのスティーブ・クラムとモロッコのサイド・アウィータがそれぞれ3分29秒67と3分29秒71という記録を出しており、惜しくも世界記録とはならなかった。
マレーは5000mでも優れたランナーであり、1985年にはオスロにおいて、世界新記録を出したアウィータの後に続き13分1秒15という米国記録を樹立している。

## 自己ベスト
- 1500m - 3.29.77 (1985年)
- 3000m - 7.33.37 (1984年)
- 5000m - 13.01.15 (1985年)